# サッカーペルー女子代表
サッカーペルー女子代表（サッカーペルーじょしだいひょう）は、ペルーサッカー連盟(スペイン語: Federación Peruana de Futbol, 略称：FPF)によって編成されるペルーの女子サッカーナショナルチームである。南米サッカー連盟(CONMEBOL)に所属している。1998年に代表チームが結成され、南米女子サッカー選手権であるコパ・アメリカ・フェメニーナに出場している。
女子ワールドカップ、オリンピックともに出場はない。

## ワールドカップの成績
- 1991 - 不参加
- 1995 - 不参加
- 1999 - 予選敗退
- 2003 - 予選敗退
- 2007 - 予選敗退
- 2011 - 予選敗退
- 2015 - 予選敗退
- 2019 - 予選敗退

## オリンピックの成績
- 1996 - 不参加
- 2000 - 予選敗退
- 2004 - 予選敗退
- 2008 - 予選敗退
- 2012 - 予選敗退
- 2016 - 予選敗退
- 2020 - 予選敗退

## コパ・アメリカ・フェメニーナの成績
| 開催年 | 結果               |
| ------ | ------------------ |
| 1991   | 不参加             |
| 1995   | 不参加             |
| 1998   | 3位                |
| 2003   | 4位                |
| 2006   | グループリーグ敗退 |
| 2010   | グループリーグ敗退 |
| 2014   | グループリーグ敗退 |

## U-20スダメリカーノ・フェメニーノの成績
| 開催年 | 結果               |
| ------ | ------------------ |
| 2004   | グループリーグ敗退 |
| 2006   | 4位                |
| 2008   | グループリーグ敗退 |
| 2010   | グループリーグ敗退 |
| 2012   | グループリーグ敗退 |
| 2014   | グループリーグ敗退 |
| 2015   | グループリーグ敗退 |

## U-17スダメリカーノ・フェメニーノの成績
| 開催年 | 結果               |
| ------ | ------------------ |
| 2008   | グループリーグ敗退 |
| 2010   | グループリーグ敗退 |
| 2012   | グループリーグ敗退 |
| 2013   | グループリーグ敗退 |
| 2016   | グループリーグ敗退 |

## ボリバリアンゲームズの成績
| 開催年 | 結果       |
| ------ | ---------- |
| 2005   | 金メダル   |
| 2009   | メダルなし |
| 2013   | メダルなし |

## FIFAランキング
- 初登場 - 39位(2003年7月)
- 最高順位 - 32位(2006年5月)
- 最低順位 - 118位(2008年6月)